# Розенберг, Джоэл
Джоэл Розенберг  (англ. Joel Rosenberg, 1 мая 1954 — 2 июня 2011) — американский писатель канадского происхождения, автор научно-фантастических произведений.

## Личная жизнь
Джоэл вырос в Северной Дакоте и Коннектикуте. Работал водителем грузовика, санитаром в приюте для умственно отсталых, бухгалтером, крупье, клерком в мотеле.
Сестра — журналистка Кэрол Розенберг.

### Серия: Стражи пламени
- Спящий дракон (1983)
- Меч и цель (1984)
- Серебряная корона (1985)
- Достойный наследник (1987)
- Воин жив (1988)
- Путь к Эвенору (1991)

### Серия: Хранители скрытых путей
- Огненный герцог (1995)
- Серебряный камень (1996)
- Багровое небо (1998)